# Alphonzo Bell
Alphonzo Edward Bell Sr (Los Angeles, 29 de setembro de 1875 – Los Angeles, 27 de dezembro de 1947) foi um multi-milionário do ramo de petróleo, filantropo, e tenista medalhista olímpico.

## Vida
Bell se formou no Occidental College em Los Angeles em 1895 e depois estudou por mais dois anos no San Francisco Theological Seminary. Ele morou na cidade na costa oeste pelo resto de sua vida. Seu pai era James George Bell e seu tio John Edward Hollenbeck, um banqueiro que foi fundamental no desenvolvimento do transporte público no Condado de Los Angeles.
A carreira de tênis do americano Bell foi extremamente bem-sucedida. Ele ganhou duas medalhas nos Jogos Olímpicos de Verão de 1904 em St. Louis. Após a derrota nas semifinais (3: 6, 4: 6) no individual contra o eventual campeão olímpico Beals Wright, ele dividiu a medalha de bronze com Edgar Leonard. Nas duplas masculinas, Alphonzo Bell e Robert LeRoy só perderam na final para Beals Wright e Edgar Leonard em dois sets com 4: 6 e 4: 6. Com o 9º lugar já foi colocado entre os 10 melhores americanos.
Ele fechou seu primeiro negócio imobiliário já em 1897. 
Em 1922, o petróleo foi encontrado em uma de suas propriedades, então ele entrou no negócio de petróleo com seu pai e fundou a empresa Bell Petroleum. Ele usou sua grande fortuna para desenvolver bairros, comprar e vender terrenos em Los Angeles. Em 1922 fundou o nobre distrito de Bel Air, que leva seu nome. Até Bell (Califórnia) e Bell Gardens foram nomeados em sua homenagem.
Seu filho Alphonzo, nascido em 1914, tornou-se membro da Câmara dos Representantes dos Estados Unidos. Sua filha Minnewa Bell Gray Burnside Ross casou-se com Elliot Roosevelt, filho do presidente Franklin D. Roosevelt, em 1951.